# Habenaria robustior
Habenaria robustior är en orkidéart som först beskrevs av Robert Wight, och fick sitt nu gällande namn av Joseph Dalton Hooker. Habenaria robustior ingår i släktet Habenaria och familjen orkidéer. Inga underarter finns listade i Catalogue of Life.